# Costentalina pacifica
Costentalina pacifica är en blötdjursart som beskrevs av Chistikov 1982. Costentalina pacifica ingår i släktet Costentalina och familjen Entalinidae. Inga underarter finns listade i Catalogue of Life.